# Citorclinum
Citorclinum is een monotypisch geslacht van zakpijpen uit de familie van de Pseudodistomidae en de orde Aplousobranchia.

## Soort
- Citorclinum laboutei Monniot F. & Millar, 1988